# Кобзев, Владимир Васильевич
Влади́мир Васи́льевич Ко́бзев (29 ноября 1959, Барнаул, СССР — 7 августа 2012, Москва, Россия) — советский и российский футболист, нападающий, тренер.
Мастер спорта СССР. Окончил Московский областной институт физической культуры и Высшую школу тренеров. Заслуженный тренер России.

## Карьера
Воспитанник школы барнаульского «Динамо» (тренеры — Алексей Каркавин, затем — Виктор Садовников). Играл и тренировался в детских и юношеских командах как вратарь.
В 1976 году юношеская команда, где играл Кобзев, вышла в финальную часть первенства СССР среди ДЮСШ. Игры проходили в Сумгаите, команда заняла третье место. Чуть позже, на турнире Центрального Совета «Динамо» в Минске, заняла второе место.
Во взрослую команду, выступавшую во второй лиге, зачислен в 1977 году. Вместе с командой в качестве вратаря дубля вылетел на сборы в Чимкент. Там в одном из уличных инцидентов повредил руку и выступать на позиции вратаря не мог. Однако, желая быть игроком основы, попросил поставить его на тренировочные игры нападающим. Тренеры дали ему такой шанс, и Кобзев его не упустил — в первых двух играх забил два мяча и дальше уже тренировался только с основным составом.
В сезоне 1977 года в основном выходил на замену, а уже со следующего сезона стал ведущим игроком клуба и проявил талант бомбардира — забил в 1978 году 8 мячей. Одновременно с этим играл за сборную РСФСР на турнире «Переправа», получал приглашения от клубов высшей лиги — «Кайрата» и московского «Динамо».
Кобзев желал играть в высшей лиге, поэтому в сезоне 1979 года принял приглашение клуба «Крылья Советов» и 18 ноября 1979 года дебютировал в команде, выйдя на замену в гостевом матче против бакинского «Нефтчи». Тем не менее, по итогам сезона «Крылья Советов» покинули высшую лигу, а Кобзева вернули в Барнаул. Вскоре его призвали в армию, но оставили при клубе «Динамо».
В короткие сроки, благодаря доверию со стороны нового главного тренера клуба Василия Фомичева, вновь завоевал авторитет и уважение в команде. В 1980 году клуб занял 1-е место в 4-й зоне, а Кобзев стал лучшим бомбардиром клуба с 18 мячами (причём успешной игре не помешала травма ноги, полученная в сезоне). Однако в финальных играх за право перехода в первую лигу «Динамо» уступило командам СКА (Киев) и «Химик» (Гродно).
В начале 1981 дебютировал за клуб «Динамо» Москва, куда попал по приглашению главного тренера Вячеслава Соловьёва. При этом начинал как игрок основного состава. Более того, в Симферополе получил приз как лучший игрок матча — часы. Однако вскоре Кобзев получил перелом ноги и уже в июне вернулся в Барнаул. Вместе с ним команда поднялась с 6-го места на 1-е, а Кобзев в 27 матчах забил 18 мячей. В итоге барнаульцы вновь стали чемпионами зоны.
В 1982 году играл за «Кубань», где стал лучшим бомбардиром команды с 8 мячами. Поскольку «Кубань» вылетела из высшей лиги по итогам года, в 1983 году перешёл в «Торпедо». За этот клуб Кобзев сыграл 158 матчей и забил 36 голов.
Стал обладателем Кубка СССР и дважды его финалистом. В сезоне 1985/86 в финале Кубка забил победный мяч в ворота донецкого «Шахтёра».
Провел 5 игр в Кубке Кубков 1986/87.
Вскоре у игрока наступил период психологической усталости, вследствие чего стал играть за клубы рангом ниже — в 1988 году за «Ростсельмаш», в 1989 — за «Пахтакор».
В 1990 уехал в Польшу, играл за Северную группу войск. Под руководством Алексея Еськова сборная выиграла Первенство Вооруженных сил.
С 1991 по 1993 год выступал за польские клубы «Хетман» Замосць и «Полония» Варшава.
В первой половине 1994 года играл за «КАМАЗ». Провёл 11 матчей, забил 1 гол, после чего покинул команду. Затем уехал в Бангладеш, где стал чемпионом этой страны.
С 1995 — тренер футбольной школы «Торпедо». Одновременно играл в ветеранских турнирах, стал двукратным чемпионом Москвы, играя за команду ДСК.
Скончался в августе 2012 года на 53-м году жизни от тяжёлой болезни.
Был женат, имел двух дочерей. Похоронен на Домодедовском кладбище столицы (участок № 208).

## Достижения
«Торпедо»
- Обладатель Кубка СССР: 1985/86

 «Динамо» (Барнаул)
- Бронзовый призёр чемпионата РСФСР 1981 года